# Bernardo de Sedirac
Bernardo de Sedirac o de Sauvetat, Bernardo de Cluny o Bernardo de Toledo (Agen,? - Toledo, abril de 1128), monjo de Cluny i arquebisbe de Toledo.

## Biografia
No es coneix l'any del seu naixement, i les primeres notícies sobre seu ho situen el 1080 com a monjo benedictí al monestir d'Aux, dependent de Cluny. Va formar part de la comunitat que va arribar a Castella, probablement requerit pel rei Alfons VI (influït per la seva esposa Constança de Borgonya), i immediatament va ser nomenat abat de Sahagún el 1081 per substituir un altre cluniacenc, Roberto. Aquest havia estat destituït per l'abat Hug de Cluny després d'una petició del papa Gregori VII, segurament per la seva poca diligència en la substitució del ritu hispànic o mossàrab pel ritu romà que havia estat establerta pel Concili de Burgos de 1080. Des del seu paper d'abat de Sahagún i conseller reial va desenvolupar una important feina en l'aplicació de la Reforma gregoriana, especialment pel que fa a la disciplina del clericat, l'expansió de la reforma cluniacenc i a la implantació del Ritu romà (sota el seu mandat es reorganitza el Scriptorium del monestir, que es converteix en la font de nous còdexs).

## Arquebisbe de Toledo
Després de la reconquesta de Toledo per Alfons VI, Bernardo va tenir un paper molt important en la rendició de la ciutat i en l'acceptació del Ritu romà per la població, aconsellant el rei que mantingués la ritu hispànic en algunes parròquies toledanes. De fet, abans de la seva mort (el mateix dia de la reconquesta toledana) el papa Gregori VII l'ho havia anomenat arquebisbe de Toledo, no podent prendre possessió de la seu. Per confirmar el nomenament va viatjar a trobar-se amb el nou papa, Urbà II, a Itàlia, qui ho va investir arquebisbe toledà el 1088, i, a més a més, va accedir al fet que Toledo tornés a ser la seu primada d'Hispània. El papa va dirigir una carta des d'Anagni als bisbes hispans donant-los notícia del nomenament i del seu suport; en ella deia que aquest esdeveniment està d'acord amb la magnificència del regne got:>
| « | antiquis adtestantibus priuilegiis | » |

## Activitat reformista
El 1091 va convocar els bisbes dels regnes de Castella, Lleó i Galícia en un concili celebrat a la capital lleonesa, on va renovar les normes reformadores del Concili de Burgos de 1080. De fet, el seu fervor en l'aplicació dels preceptes reformistes a l'Església hispànica va ser reconegut per Urbà II el 1093 (o 1096), quan el va anomenar llegat a Hispània i a la Narbonesa, anul·lant així la pretesa primacia de la seu metropolitana de Tarragona que va haver d'acceptar la submissió a Toledo.
Va viatjar el 1095 a França per trobar-se amb Urbà II, qui es trobava de visita apostòlica a la Narbonesa, i va assistir als concilis de Clermont i de Nimes (1096). El 1097 va convocar un concili de la Tarraconense i de la Narbonesa a Girona, i durant 1098 es va dedicar a confirmar l'aplicació de les mides preses. El 1099 va assistir a Roma a un concili durant la Pasqua], i va aconseguir del papa Urbà II una butlla per la que les diòcesis d'Oviedo, Lleó i Palència es van convertir en sufragànies de Toledo.

## Darrers anys
Després de la derrota d'Alfons VI de Lleó a la Batalla d'Uclés i la mort del rei el 1108 va veure reduïda la seva influència a la Cort castellana de la reina Urraca. Així i tot, va participar activament a la tasca reconqueridora i va prendre (3 de maig de 1118) la ciutat d'Alcalá de Henares que va passar des d'aquest moment a dependre de Toledo jurídica i eclesiàsticament. Allà va manar construir un palau arquebisbal que seria residència dels Arquebisbes de Toledo a Alcalá.
Les seves males relacions amb la reina Urraca i l'aparició d'un nou papa, Calixt II, cunyat de Urraca, oncle d'Alfons VII i amic personal del bisbe Diego Gelmírez, van fer disminuir el seu poder: el 1120, per exemple, el papa Calixt va concedir la dignitat metropolitana a Santiago de Compostel·la, encara que no es va tocar la primacia toledana. Va morir a Toledo durant el mes d'abril de 1128.